# Stazione di Charing Cross

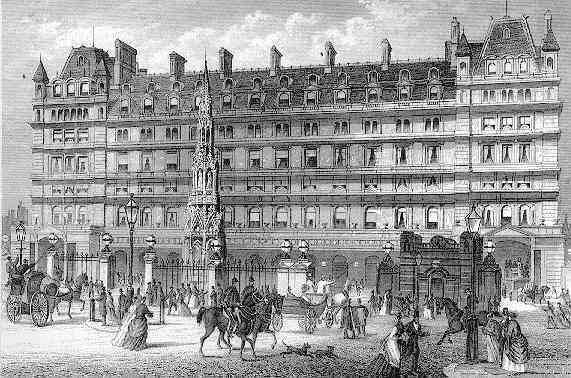
L'ingresso principale della stazione di Charing Cross nel XIX secolo.

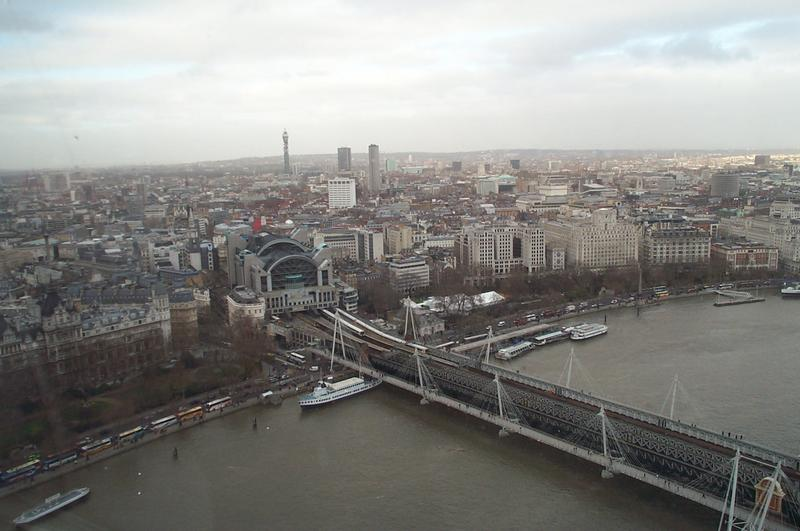
Treni in partenza dalla stazione London Charing Cross

La stazione di Charing Cross o stazione di Londra Charing Cross (in inglese: Charing Cross railway station o London Charing Cross railway station) è una stazione ferroviaria di testa del centro di Londra. Risulta inusuale fra le stazioni di testa londinesi in quanto è collegata ad altre due della stessa tipologia come Waterloo (via Waterloo Est) e London Bridge. Charing Cross è una delle 17 stazioni britanniche gestita direttamente dal Network Rail ed è la stazione più movimentata dell'intera città di Londra.
Trae il suo nome dal luogo, situato nel centro di Londra, chiamato Charing Cross. Di fronte alla stazione vi è lo Strand, mentre dall'altro lato si trova l'Hungerford Bridge, sul quale transitano i treni che entrano ed escono dalla stazione.

## Storia

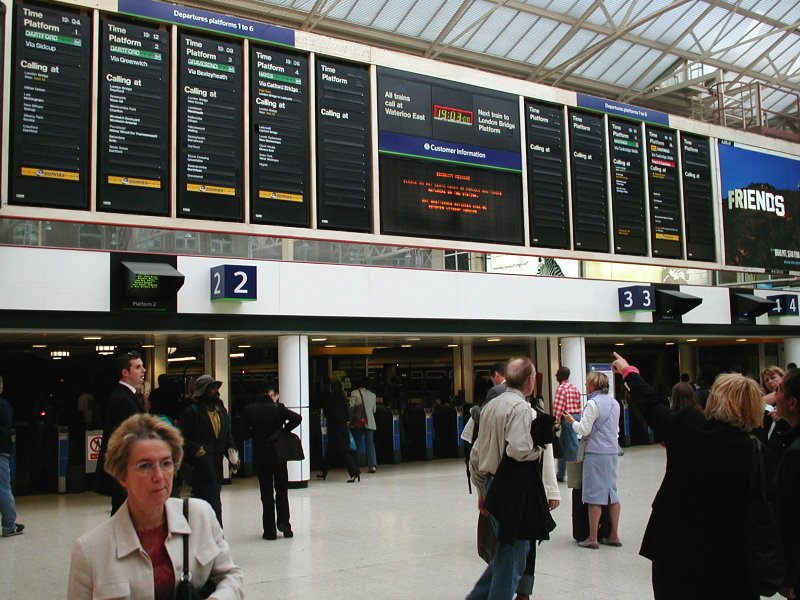
Partenze

La stazione originaria venne costruita sul luogo in cui esisteva il Hungerford Market, dalla South Eastern Railway ed aperta l'11 gennaio 1864. Fu costruita con un tetto in ferro ad una sola campata che copriva le sei piattaforme. Un anno dopo venne aperto il Charing Cross Hotel, dando alla stazione un prospetto in stile rinascimento francese.
L'elegante struttura del tetto originario crollò il 5 dicembre 1905, causando fortunatamente soltanto sei morti rispetto alla moltitudine di viaggiatori presenti in stazione. Peraltro il crollo avvenne fuori dall'orario di punta e non fu repentino consentendo a molti passeggeri di mettersi in salvo. Sostituito il tetto con una nuova struttura, la stazione venne riaperta il 19 marzo 1906.
A seguito dei bombardamenti della seconda guerra mondiale, l'elaborata mansarda dell'ultimo piano dell'albergo venne ricostruita con un tetto piano in tegole bianche.
Nel 1990 la maggior parte dell'area occupata dalle piattaforme venne coperta dall'Embankment Place, una costruzione postmoderna sede di uffici e negozi e la stazione venne ristrutturata su progetto dell'architetto Terry Farrell.

## Collegamenti
Fuori dalle ore di punta partono 18 treni. Tipicamente in questi orari le destinazioni sono:

### Sudest
- Per Gillingham via Greenwich
- Per Dartford via Bexleyheath
- Per Gravesend via Lewisham e Sidcup
- Per Orpington e Sevenoaks (solo una frequenza giornaliera)
- Per Hastings
- Per Ashford International via Orpington
- Per Margate/Ramsgate via Tonbridge, si sdoppia a Ashford International con alcune vetture per Canterbury West ed altre via Dover Priory
- Per Hayes

### Sud
- Per Reigate via Redhill
- Per Tonbridge via Redhill
- Per Caterham in the evening

## Interconnessioni
Charing Cross è servita da due linee delle metropolitana di Londra, sistemate ai due limiti della stazione: Charing Cross, Embankment. Originariamente Embankment era chiamata Charing Cross, mentre l'attuale Charing Cross si chiamava Trafalgar Square (sulla linea Bakerloo) e Strand (sulla linea Northern). La stazione è stata poi denominata con lo stesso nome quando è passata a servire la linea Jubilee nel 1979. La stazione sulla Jubilee non durò a lungo in quanto nel 1999 venne saltata e la linea proseguì per Westminster ed oltre a sud del Tamigi.